# Telve
Telve település Olaszországban, Trento megyében. Lakosainak száma 1906 fő (2023. január 1.). Telve Baselga di Piné, Borgo Valsugana, Carzano, Castello–Molina di Fiemme, Castelnuovo, Palu del Fersina, Pieve Tesino, Scurelle, Telve di Sopra és Valfloriana községekkel határos.

## Népesség
A település népességének változása:
| Lakosok száma | 2019 | 2008 | 1906 |
|               | 2017 | 2018 | 2023 |